# Mrozy
Mrozy é um município no leste da Polônia, na voivodia da Mazóvia, no condado de Mińsk e sede da comuna urbana e rural de Mrozy. Estende-se por uma área de 7,73 km², com 3 547 habitantes, segundo os censos de 2016, com uma densidade populacional de 458,9 hab/km².
Nos anos 1975-1998, o município pertencia administrativamente à voivodia de Siedlce.
A sede da comuna está localizada a 5 km da estrada nacional n.º 2 Świecko-Terespol. A estação ferroviária está localizada linha ferroviária E 20, Moscou-Berlim. No município existe o Complexo Esportivo Popular "Watra Mrozy". Uma atração turística é a reserva natural "Rudka Sanatoryjna" .
A vila era conhecida no século XVI sob o nome Grozy, localizada no condado de Czersk, nas terras de Czersk da voivodia da Mazóvia. No início do século XX, tornou-se famosa como um resort de verão e um resort de saúde. Foi visitada pelo pintor Józef Rapacki, seu irmão Wincenty - ator do Teatro Nacional, o pintor Stanisław Masłowski e o poeta Artur Oppman. Em 1 de janeiro de 2014, Mrozy ganhou os direitos de cidade.

## Congresso Nacional de Professores da Internet para Escolas
Todos os anos (a partir de 2001) no final de maio, Mrozach sediava o Congresso Nacional de Professores da Internet para Escolas. Foi o primeiro evento desse tipo organizado em escala nacional e o maior até o momento. Em 2014, o congresso foi organizado pela primeira vez em Varsóvia, porém retornou para Mrozy no ano seguinte. A partir de 2016, ele ocorre sob o nome Majowe Mrozy, em Varsóvia, e a comuna de Mrozy é um dos organizadores. Professores de informática e tecnologia da informação participam do congresso. É apoiado pelas maiores empresas do setor de TI e relacionadas à educação em TI. Autores de livros de informática também são convidados - entre outros, Maciej Marek Sysło e Grażyna Koba. O primeiro congresso foi um encontro de pessoas do grupo de discussão. Nos anos seguintes, o evento cresceu significativamente e atualmente reúne várias centenas de pessoas anualmente.

## Monumentos
- Complexo da estação ferroviária, incluindo uma estação ferroviária de tijolos de 1888 e um castelo d'água de tijolos do final do século XIX.
- Casas de veraneio, construídas durante o auge desta cidade, principalmente no período entre guerras.
- Moinho de água de tijolos e madeira do início do século XX.
- Moinho de água, de tijolo, do início do século XX (a chamada "Casa das Facas", que abrigava a fábrica de facas "Gerlach").
- Restos de um moinho de água de madeira Dębkowizna do final do século XIX.

## Bonde puxado por cavalo

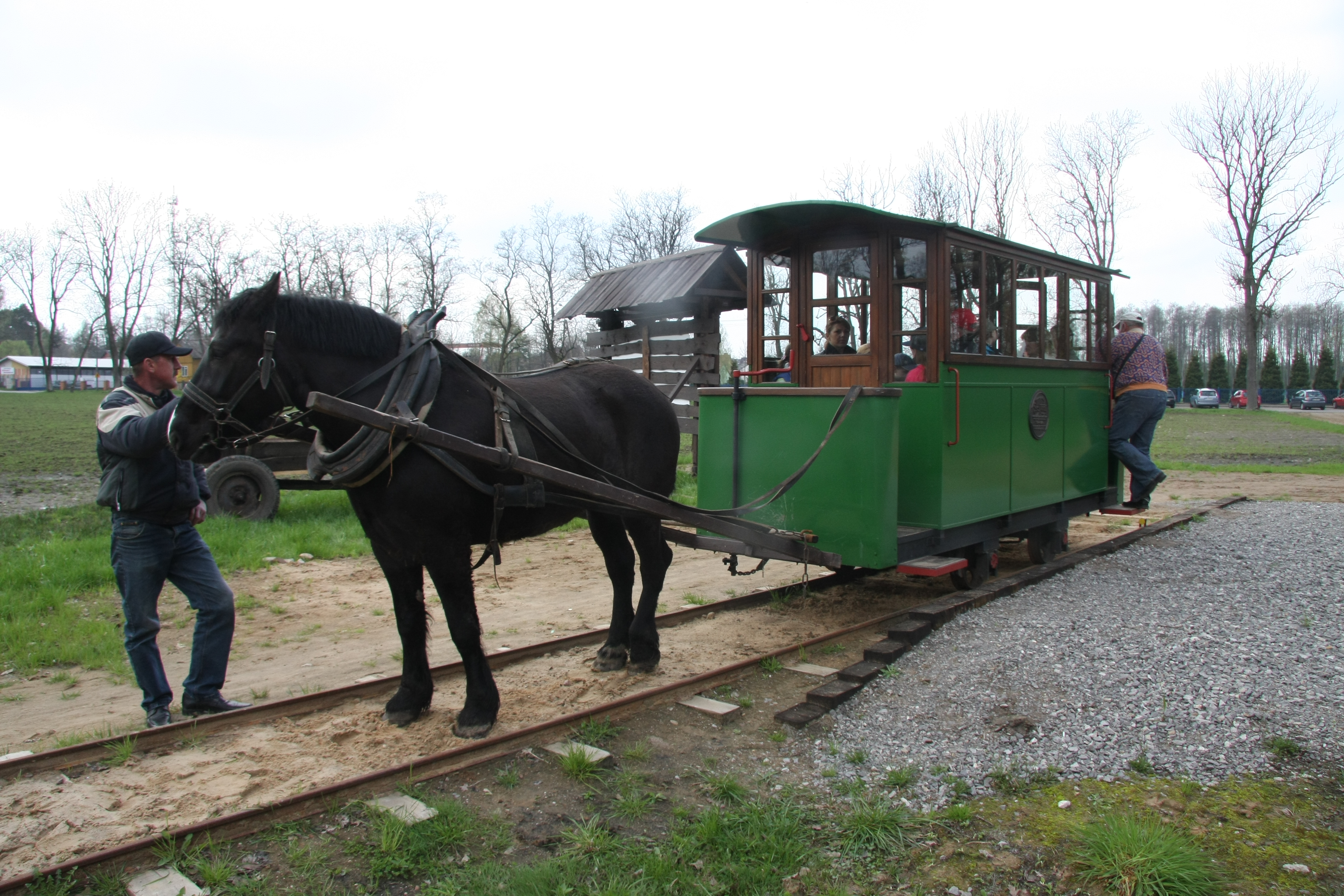
Bonde em Mrozy, 2013

Em 1902, a Sociedade de Higiene de Varsóvia, apreciando os valores climáticos de Mrozy e arredores, decidiu construir um sanatório para o tratamento de doenças pulmonares em Rudka, perto de Mrozy.. A fim de facilitar o transporte de materiais para Rudka, foi criada uma linha férrea, que conduzia da estação Mrozy até a área da atual reserva natural. Quando a construção do sanatório foi concluída após 6 anos, os vagões de carga foram substituídos por um bonde de madeira. Ele transportou pacientes, funcionários e turistas no trecho de 2,5 km. O bonde funcionou dos anos de 1908 a 1967 e era um dos dois últimos veículos desses tipo em operação na Europa.
Em 2007, a Sociedade dos Amigos de Mrozy decidiu reativar a ferrovia. Finalmente, a reconstrução do bonde começou em agosto de 2011. A inauguração oficial ocorreu em 10 de agosto de 2012.

## Comunidades religiosas
- Igreja Católica de Rito Latino:

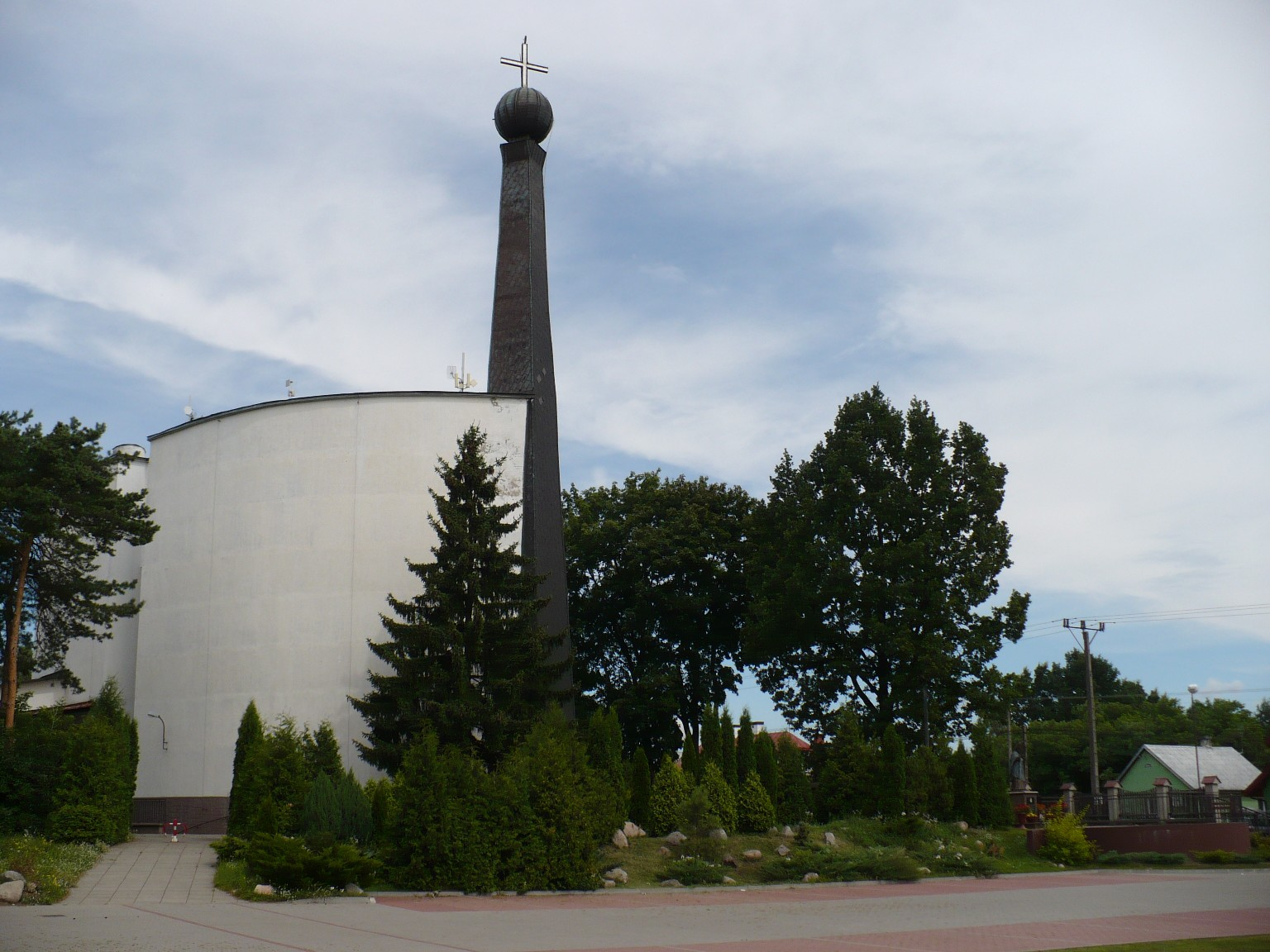
Igreja de Santa Teresinha do Menino Jesus

  - Igreja de Santa Teresinha do Menino Jesus
- Testemunhas de Jeová:
  - Igreja em Mrozy